# HMS Director (1784)
HMS Director — английский 64-пушечный линейный корабль третьего ранга. Спущен 9 марта 1784 года в Грейвсенде. Строительство было начато предположительно в ноябре 1779 года, годом позже выкуплен Королевским флотом.
11 октября 1797 был при Кампердауне (капитан Уильям Блай).
В июле 1800 года выведен из состава флота, разобран в Чатеме в январе 1801 года.